# Ligaza DNA

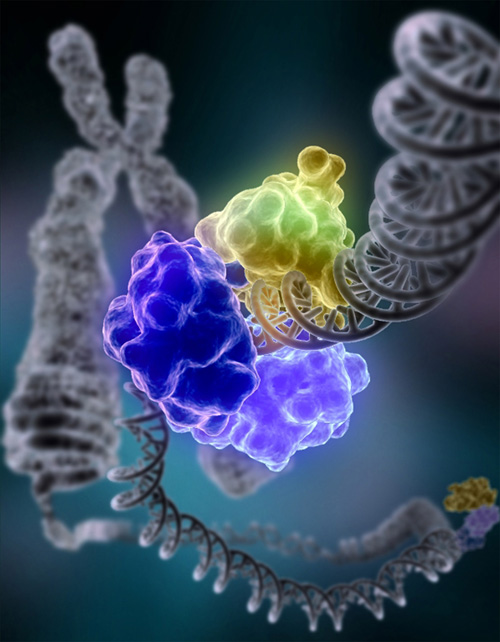
Artystyczna wizja naprawy nici DNA przez ligazę DNA

Ligaza DNA (EC 6.5.1.1) – enzym łączący wolne końce cząsteczek DNA. 

## Mechanizm działania
Łączenie DNA następuje poprzez wytworzenie wiązania fosfodiestrowego między końcem 3′ (hydroksylowym) a końcem 5′ (fosforowym) w reakcji zależnej od adenozynotrójfosforanu (ATP) w przypadku ligazy bakteriofagowej lub eukariotycznej albo od NAD+ w przypadku ligazy bakteryjnej. Reakcja katalizowana przez ligazę nazywa się ligacją.
Przykład działania ligazy (łączenie fragmentów DNA z końcami lepkimi):

z

5'-AGTCTGATCTGACT-3'        5'-pGATGCGTATGCTAGTGCT-3'
3'-TCAGACTAGACTGACTACGp-5'        3'-CATACGATCACGA-5'

powstaje

5'-AGTCTGATCTGACTGATGCGTATGCTAGTGCT-3'
3'-TCAGACTAGACTGACTACGCATACGATCACGA-5'
W tej reakcji tworzą się dwa rodzaje wiązań: wodorowe między nukleotydami komplementarnymi w obrębie lepkich końców (a właściwie ich zasadami azotowymi) i fosfodiestrowe pomiędzy pierwszym i ostatnim nukleotydem łączących się łańcuchów (a właściwie ich cząsteczkami deoksyrybozy). Wiązania wodorowe tworzą się spontanicznie, natomiast tworzenie wiązań fosfodiestrowych katalizuje właśnie ligaza DNA.
Możliwa (choć mniej wydajna) jest też ligacja fragmentów zakończonych tępymi końcami. W tej reakcji powstają tylko nowe wiązania fosfodiestrowe.

## Przykłady działania
- Podczas replikacji DNA na pewnym etapie nowa nić DNA składa się z osobnych części, tak zwanych fragmentów Okazaki. Za ich połączenie odpowiada ligaza.

- Uszkodzenia DNA w komórce doprowadzające do przerwania nici naprawia, między innymi, ligaza.

- Ligaza jest także jednym z kluczowych enzymów używanych w biologii molekularnej i inżynierii genetycznej.

## Ligazy u różnych organizmów
U wszystkich bakterii występują ligazy zależne od NADH, a u niektórych (na przykład Haemophilus influenzae) również ligazy zależne od ATP. Te ostatnie wykazują się pewnym podobieństwem do ligaz bakteriofagów. Ligazy bakteriofagów i archeonów także są zależne od ATP, jednak homologia między nimi jest niewielka. 
Ligazy organizmów eukariotycznych (oraz ich wirusów) są zależne od ATP. Ligaza DNA I bierze udział w łączeniu fragmentów Okazaki podczas replikacji DNA. Ligaza DNA II to fragment ligazy DNA III powstający w wyniku składania alternatywnego. Ligaza DNA III bierze udział w procesach naprawy DNA i rekombinacji. Ligaza DNA IV bierze udział w procesach naprawy DNA, rekombinacji niehomologicznej i w rekombinacji V(D)J.